# Nanchang J-12
NAMC J-12 (tiếng Trung: 歼-12, Tiêm-12) là một loại máy bay tiêm kích siêu âm hạng nhẹ do Cộng hòa nhân dân Trung Hoa chế tạo để trang bị cho Không quân Quân giải phóng Nhân dân Trung Quốc (PLAAF). Đây là mẫu thiết kế nội địa máy bay tiêm kích phản lực hiện đại đầu tiên của Trung Quốc. Với trọng lượng rỗng 6.993 lb (3.172 kg), J-12 có thể coi là một trong những máy bay tiêm kích phản lực nhẹ nhất từng được chế tạo.
Năm 1969, PLAAF đưa ra một yêu cầu về loại máy bay tiêm kích hạng nhẹ (cất hạ cánh đường băng ngắn), nhỏ để thay thế cho MiG-19. Hai bản thiết kế đã được đệ trình là Shenyang J-11 (Thẩm Dương J-11) và Nanchang J-12 (Nam Xương J-12). Người đứng đầu đội thiết kế J-12 là Lu Xiao Peng, mẫu thử được công ty Nanchang Aircraft Manufacturing Company (NAMC) chế tạo. Các mẫu thử được thử nghiệm bay bắt đầu vào ngày 26/12/1970. Hiệu năng của J-12 đáng thất vọng, nên các mẫu thử được thêm các cải tiến để cải thiện hiệu năng. Các biến thể đều trông giống nhau; J-12 là máy bay tiêm kích phản lực một chỗ loại nhỏ có cánh xuôi sau, thân hình ống. Vẻ bề ngoài của J-12 khá giống với MiG-21.
Năm 1977, đề án J-12 bị hủy bỏ, có lẽ vì Chengdu J-7 dựa trên MiG-21F của Liên Xô có hiệu năng tốt hơn. 9 chiếc J-12 được chế tạo, đến thập niên 1990, Lu Xiao Peng tiếp tục đưa ra các nâng cấp thiết kế của J-12 và một phiên bản cho hải quân, nhưng không được thực hiện
Tên định danh J-12 có thể được dùng để định danh cho các phiên bản sản xuất của Shenyang J-XX, hiện vẫn đang phát triển.

## Tính năng kỹ chiến thuật (J-12)

### Đặc điểm riêng
- Tổ lái: 1
- Chiều dài: 10,3 m (33 ft 9.5)
- Sải cánh: 7,2 m (23 ft 7.5 in)
- Chiều cao: 3,73 m (12 ft 3 in)
- Diện tích cánh: 16,0 m2 (172,2 sq ft)
- Trọng lượng rỗng: 3.172 kg (6.993 lb)
- Trọng lượng có tải: 4.530 kg (9.987 lb)
- Động cơ: 1 động cơ tuanbin đốt tăng lực Wopen WP-6Z, lực đẩy 2.500 kg (5.512 lbf), tăng lực 4.050 kg (8.929 lbf)

### Hiệu suất bay
- Vận tốc cực đại: 1.300 km/h (808 mph)
- Bán kính chiến đấu: 688 km (427 miles)
- Trần bay: 16.970 m (55.675 ft)
- Vận tốc lên cao: 10.800 m/phút (35.433 ft/phút)

### Vũ khí
- 1 pháo 30 mm
- 1 pháo 23 mm
- 3 giá treo mang tên lửa hoặc bom

### Máy bay có tính năng tương đương
- Northrop F-5 -
- Chengdu J-7 -
- MiG-21 Fishbed

### Trình tự tiếp thep
J-4 -
J-5 -
J-6 -
J-7 -
J-8 -
J-9 -
J-10 -
J-11 -
J-12 -
J-XX -
J-13